# Bernardo de Menthon
Bernardo de Menthon (castillo de Menthon-Saint-Bernard, condado de Saboya, ca. 1020 - Novara, ca. 15 de junio de 1081), también conocido como Bernardo de Aosta, fue un religioso franco-italiano, fundador de los Canónigos Regulares de la Congregación Hospitalaria del Gran San Bernardo. En su honor los perros entrenados por los monjes suizos para acompañar a los peregrinos cristianos toman el nombre de San Bernardo.

## Biografía
Bernard nació probablemente en el castillo de Menthon, cerca de Annecy, luego en el condado de Saboya , una parte del reino de Arles. Descendía de una familia rica y noble y recibió una educación completa en París. Cuando llegó a la edad adulta, decidió dedicarse al servicio de la Iglesia y rechazó un matrimonio honorable propuesto por su padre. (En la leyenda popular se dice que tuvo que escabullirse del castillo la noche anterior a una boda organizada, y que durante su huida del castillo, se arrojó por la ventana, solo para ser atrapado por ángeles y bajado suavemente al suelo 40 pies (12 metros) por debajo.)
Colocándose bajo la dirección de Pedro, el archidiácono de Aosta , bajo cuya dirección progresó rápidamente, Bernardo fue ordenado sacerdote y trabajó como misionero en los pueblos de la montaña. Posteriormente, debido a sus conocimientos y virtudes, fue designado para suceder a su mentor como arcediano de la catedral, encargándole el gobierno de la diócesis , directamente bajo el obispo. 
La mayor parte de los datos que se tiene sobre su vida, han sido falseados por la hagiografía del siglo XV o simplemente son producto de la imaginación popular. Algunos hagiógrafos le hacen descendiente de una familia noble de Aosta, le dan el nombre de Ricardo de Valdisère y señalan la fecha de su nacimiento en el 924. Sin embargo, los datos históricos se reducen a poquísimas noticias, tales como su actividad misionera en el Monte Júpiter, su encuentro con el emperador Enrique IV en Pavía, el cual representa la única referencia cronológica cierta de su biografía, en la que se basan los estudiosos modernos para datar la fecha de su muerte el 15 de junio de 1081; y la fundación de los Canónigos Regulares de San Nicolás del Monte Júpiter, hoy conocidos como canónigos de San Bernardo.

## Culto
Bernardo de Menthon es venerado por la Iglesia católica como santo.  En 1123 se procedió, según el uso de entonces para declarar la santidad de una persona, a levantar su sepulcro sobre el suelo. La fecha de esta elevación, o la de su traslación a la catedral, parece que fue el 15 de junio, día en que durante siglos se ha venido celebrando su fiesta.
Las reliquias del santo se conservan en la Catedral de Novara y la devoción a él tributada se encuentra difundida especialmente en Francia y en el norte de Italia.
En 1923 fue proclamado patrón de los escaladores y de los alpinistas por el papa Pío XI.